# Theodor Kroyer
Theodor Kroyer (Monaco di Baviera, 9 settembre 1873 – Wiesbaden, 12 gennaio 1945) è stato un docente e musicologo tedesco.

## Biografia
Dopo essersi diplomato al liceo Wilhelmsgymnasium di Monaco di Baviera nel 1893,
studiò all'Università di Monaco con Adolf Sandberger, e negli stessi anni approfondì le sue conoscenze di contrappunto e di pianoforte alla Accademia di Musica, dove uno dei suoi insegnanti fu Joseph Gabriel Rheinberger. 
Conseguì il dottorato nel 1897 con una tesi sui madrigali italiani e abilitatosi all'insegnamento nel 1902 all'Università di Monaco, intraprese la carriera di docente.
Contemporaneamente, dal 1897 al 1910, ha svolto l'attività di critico musicale del giornale Münchener Allg.Zeitung.
Dal 1900 ha insegnato storia della musica all'Istituto Musicale Kaim, dal 1907 ha ricoperto la mansione di insegnante di musicologia presso l'Università di Monaco di Baviera, carica che ha poi tenuto anche a Lipsia dal 1923,
dove ed è stato determinante il suo impegno per la costruzione del Museo degli strumenti musicali.
Dal 1920 al 1923 è stato professore di musicologia all'Università di Heidelberg, dove si è dedicato in particolare allo studio della musica antica, con una particolare attenzione a quella medievale.
Nel 1932 diventò professore di musicologia all'Università di Colonia, dove lavorò fino al suo pensionamento nel 1938.
Studiò la musica del XVI secolo, e pubblicò libri sul suo insegnante Rheinberger (1906) e su Walter Courvoisier (1929). 
Tra gli studenti di Kroyer si possono menzionare: Karl Lauks, Eugen Schmitz, Hans von Benda, Heinrich Strobel, Wolfgang Fortner, Walter Gerstenberg, Bruno Steblein, Walter Knape.
Tra le sue pubblicazioni principali, annoveriamo: Joseph Rheinberger (1906); Musik der Renaissance (1928); Walter Courvoisier (1929).